# Alexandresaurus camacan
Alexandresaurus camacan — вид ящірок родини гімнофтальмових (Gymnophthalmidae). Ендемік Бразилії. Це єдиний представник монотипового роду Alexandresaurus, названого на честь бразильського натураліста Александре Родрігеса Феррейри.

## Поширення і екологія
Alexandresaurus camacan мешкають в прибережних районах на сході штату Баїя. Вони живуть у незайманих атлантичних лісах і на плантаціях какао.

## Збереження
МСОП класифікує стан збереження цього виду як близький до загрозливого. Alexandresaurus camacan загрожує знищення природного середовища.